# Landshut
Landshut este un oraș cu statut de district urban, situat în regiunea administrativă Bavaria Inferioară, landul Bavaria, Germania. 
Landshut este capitala districtului Landshut. Este, înaintea Passau și Straubing, al doilea oraș ca mărime din district, imediat după Regensburg, al doilea oraș ca mărime din estul Bavariei. La 31 decembrie 2005 era al doisprezecelea oraș ca mărime din Bavaria. 
Centrul vechi al orașului, situat pe Isar, este numit Cele Trei Căști - o aluzie la stema orașului. Nunta care a avut loc în Landshut când George cel Bogat, ducele Bavariei. și Hedwiga Jagiellonian (1475), este comemorată la fiecare patru ani. Orașul este renumit pentru arhitectura gotică conservată, inclusiv Castelul Trausnitz și Biserica Sf. Martin, care domină orașul cu turnurile lor de cărămidă.

Orașul se bucură de o poziție geografică privilegiată fiind conectat prin autostradă cu capitala landului Bavaria, München, și cu Aeroportul Internațional Franz-Josef-Strauss.

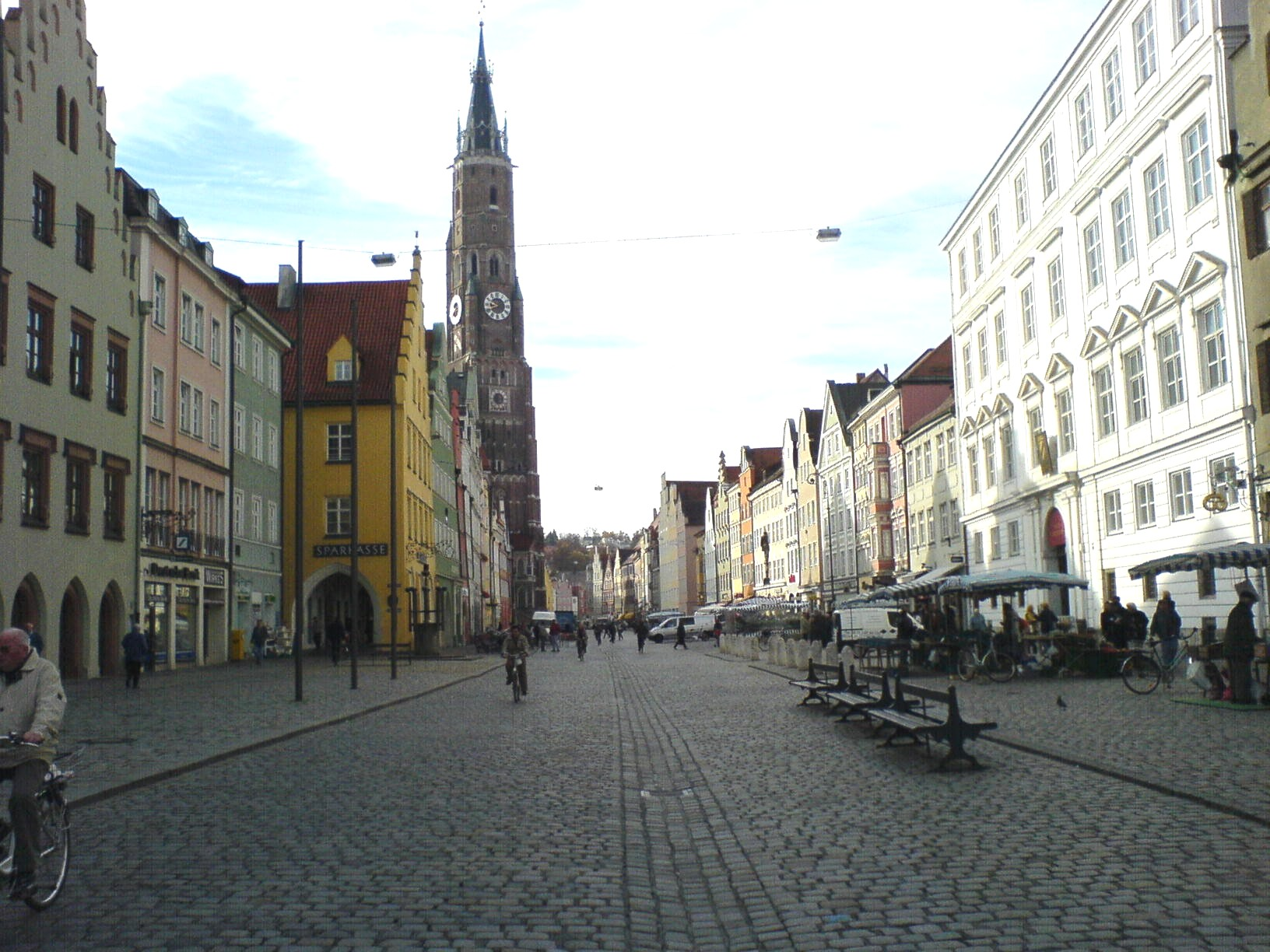
Landshut

## Personalități născute aici
- Elisabeta de Bavaria (1227 – 1273), regină romano-germană;
- Henric al XIII-lea al Bavariei (1235 - 1290), duce de Bavaria și conte palatin;
- Conradin de Hohenstaufen (1252 - 1268), duce al Suabiei;
- Meinhard al III-lea (1344 - 13630, conte de Tirol;
- Wilhelm al V-lea de Bavaria (1548 - 1626), duce de Bavaria;
- Ludwig Feuerbach (1804 - 1872), filozof;
- August von Heckel (1824 - 1883), pictor;
- Max Slevogt⁠(d) (1868 - 1932), artist plastic;
- Roman Herzog (1934 - 2017), om politic, fost președinte al Germaniei.